# Miro Kovač
Miro Kovač (Split, 20 september 1968) is een Kroatisch diplomaat, historicus en politicus van de conservatieve Kroatische Democratische Unie. Tussen januari en oktober 2016 was hij minister van Buitenlandse Zaken in het kabinet van Tihomir Orešković.

## Biografie
Kovač werd geboren in Split als de oudste van vier kinderen. Hij studeerde aan de Universiteit van Zagreb en de De Nieuwe Sorbonne Universiteit. Aan de Nieuwe Sorbonne behaalde hij zijn master met een thesis over het nationale en Europese beleid van de lidstaten van de Europese Unie. Vervolgens behaalde Kovač zijn doctoraat in de geschiedenis van de internationale betrekkingen met een proefschrift over de rol van Frankrijk bij de creatie van Joegoslavië.
Tussen 1995 en 1999 was Kovač werkzaam op het kantoor van de president van Kroatië. In 1999 werd hij benoemd tot assistent adviseur bij de Euroatlantische integratie. Tussen 2001 en 2013, met een onderbreking tussen 2003 en 2006, was Kovač werkzaam als diplomaat. In eerste instantie als adviseur op de Kroatische ambassade in Brussel (2001-2003) en later als ambassadeur in Berlijn (2006-2013). Tussen 2003 en 2006 was Kovač onder meer onderminister van Buitenlandse Zaken (2003-2005). Na het verlopen van zijn ambtsperiode als Kroatisch ambassadeur in Berlijn werd geprobeerd hem te benoemen als ambassadeur in Warschau, maar hij weigerde. Tussen 2014 en 2015 was Kovač campagneleider van Kolinda Grabar-Kitarović tijdens de presidentiële verkiezingen in december 2014.
In januari 2016 werd Kovač benoemd tot minister van Buitenlandse Zaken. Hij diende in deze functie onder premier Tihomir Orešković. Hij bekleedde het ambt tot het aantreden van een nieuwe regering in oktober van dat jaar.
Kovač spreekt vloeiend Kroatisch, Engels, Duits en Frans en in minder mate Italiaans en Nederlands.
- Bibliothèque nationale de France: cb14506261s (data)
- CiNii: DA13872805
- Gemeinsame Normdatei: 124709541X
- International Standard Name Identifier: 0000 0001 1591 7186
- Library of Congress Control Number: n2001153021
- Nationale en Universitaire bibliotheek Zagreb: 000272244
- Nederlandse Thesaurus van Auteursnamen: 244778671
- Réseau des bibliothèques de Suisse occidentale: 02-A006554856
- Système universitaire de documentation: 060396202
- Virtual International Authority File: 7619139
- WorldCat: E39PBJppDMH9RF8Q88V9JxRHYP